# Васенін Юрій Миколайович
Юрій Миколайович Васенін (рос. Юрий Николаевич Васенин, 2 жовтня 1948, Черняховськ — 2 травня 2022) — колишній радянський футболіст, що виступав на позиції півзахисника, а також футбольний тренер. Майстер спорту СРСР (1970).
Насамперед відомий виступами за клуб «Зоря», а також національну збірну СРСР.

## Клубна кар'єра
У дорослому футболі дебютував 1966 року виступами за «Балтику», в якій провів два сезони, взявши участь у 41 матчі чемпіонату.
Після того по сезону виступав у складі «Динамо» (Ставрополь) та «СКА (Ростов-на-Дону)».
Своєю грою за останню команду привернув увагу представників тренерського штабу ворошиловградської «Зорі», до складу якого приєднався 1970 року. Відіграв за луганську команду наступні сім сезонів своєї ігрової кар'єри. Більшість часу, проведеного у складі «Зорі», був основним гравцем команди. 1972 року допоміг команді вперше в історії стати чемпіоном СРСР.
Завершив професійну ігрову кар'єру у рідному клубі «Балтика», у складі якого розпочинав ігрову кар'єру. Вдруге Васенін прийшов до команди 1977 року, захищав її кольори до припинення виступів на професійному рівні у 1978 році.

## Виступи за збірну
29 липня 1972 року дебютував в офіційних матчах у складі національної збірної СРСР в матчі проти збірної Уругваю. Протягом кар'єри у національній команді, яка тривала усього 2 роки, провів у формі головної команди країни 9 матчів.

## Тренерська кар'єра
Після завершення ігрової кар'єри залишився в структурі «Балтики», де спочатку став асистентом головного тренера, а з 1980 року — ДЮСШ клубу, де працював понад 10 років.
У 1991–1992 роках був головним тренером «Балтики», після чого повернувся до ДЮСШ.

## Статистика виступів

### Статистика виступів за збірну
| Дата       | Місто         | Господарі  | Результат | Гості    | Турнір                      | Голи | Примітки |
| ---------- | ------------- | ---------- | --------- | -------- | --------------------------- | ---- | -------- |
| 29/06/1972 | Сан-Паулу     | Уругвай    | 0 – 1     | СРСР     | Кубок незалежності Бразилії | -    |          |
| 02/07/1972 | Белу-Оризонті | Аргентина  | 1 – 0     | СРСР     | Кубок незалежності Бразилії | -    |          |
| 06/07/1972 | Белу-Оризонті | Португалія | 1 – 0     | СРСР     | Кубок незалежності Бразилії | -    |          |
| 28/03/1973 | Пловдив       | Болгарія   | 1 – 0     | СРСР     | товариський матч            | -    | 58'      |
| 18/04/1973 | Київ          | СРСР       | 2 – 0     | Румунія  | товариський матч            | -    | 46'      |
| 26/05/1973 | Москва        | СРСР       | 2 – 0     | Франція  | Відбір до ЧС 1974           | -    |          |
| 10/06/1973 | Москва        | СРСР       | 1 – 2     | Англія   | товариський матч            | -    | 58'      |
| 21/06/1973 | Москва        | СРСР       | 0 – 1     | Бразилія | товариський матч            | -    |          |
| 05/09/1973 | Москва        | СРСР       | 0 – 1     | ФРН      | товариський матч            | -    | 64'      |
| Усього     |               | Матчів     | 9         |          | Голів                       | 0    |          |

## Досягнення
- Чемпіон СРСР: 1972
- Фіналіст Кубка СРСР: 1969, 1974, 1975
- У списках 33-х найкращих футболістів СРСР: № 2 — 1972 рік.
- У списках 33-х найкращих футболістів УРСР: № 2 — 1972, 1973, № 3 — 1974 рік.